# Hurt Me
Hurt Me är ett akustiskt album av den amerikanske sångaren och gitarristen Johnny Thunders, utgivet 1984. Albumet spelades in i Paris 1984 och bjuder på tolkningar av låtar från tiden med New York Dolls och framåt, covers av två Bob Dylan-låtar och en Rolling Stones-låt.

## Låtlista
Alla låtar skrivna av Johnny Thunders om inte annat anges.
1. "Sad Vacation" - 2:18
2. "Eve of Destruction" (P.F. Sloan) - 1:21
3. "Too Much Too Soon" (Sylvain Sylvain/Johnny Thunders) - 1:08
4. "Joey Joey" (Bob Dylan/Jacques Levy) - 2:13
5. "I'm a Boy I'm a Girl" - 2:26
6. "Go Back to Go" (Sylvain Sylvain/Johnny Thunders) - 1:15
7. "I Like to Play Games" - 2:03
8. "Hurt Me" (Richard Hell/Johnny Thunders) - 3:12
9. "Illegitimate Son of Segovia" - 3:01
10. "It Ain't Me Babe" (Bob Dylan) - 0:22
11. "Diary of a Lover" - 2:50
12. "I'd Rather Be With the Boys" (Kent/Andrew Loog Oldham/Keith Richards) - 1:57
13. "You Can't Put Your Arms Around a Memory" - 2:54
14. "(She's So) Untouchable" - 2:30
15. "Ask Me No Questions" - 2:05
16. "She's So Strange" - 1:42
17. "Lonely Planet Boy" (David Johansen/Johnny Thunders) - 1:39
18. "M.I.A." - 1:37
19. "Cosa Nostra" - 1:20

## Medverkande
- Johnny Thunders - gitarr, sång, producent
- Charlotte - sång på "I'd Rather Be With the Boys"